# Lukas Griebsch
Lukas Sebastian Griebsch (* 28. Oktober 2003 in Gera) ist ein deutscher Fußballspieler.

## Karriere
Griebsch kam mit fünf Jahren zum Fußball. Im Januar 2009 absolvierte er sein erstes Training bei der BSG Eutin. Im Jahre 2011 wechselte er zum TSV Fissau und trainierte dort unter seinem Vater Sebastian Griebsch bis 2016. Es folgte der Wechsel ins Nachwuchsleistungszentrum von Holstein Kiel. Der Linksfuß wurde unter Torben Hamann vom Stürmer zum Linksverteidiger umgeschult und absolvierte fast jedes Pflichtspiel in der Verbandsliga Schleswig-Holstein.
Im Sommer 2017 zog es ihn und seine Familie nach Leipzig und er schloss sich dem 1. FC Lokomotive Leipzig an. Ein Jahr später wechselte er in die U16-Mannschaft des Halleschen FC. Am Ende der Saison 2018/19 gelang der U16 der Aufstieg in die Regionalliga. In der Saison 2019/20 kickte Griebsch unter Trainer Daniel Ziebig für die U17 des Halleschen FC in der B-Junioren-Bundesliga, in der die Mannschaft Tabellenletzter war als im März 2020 die Saison aufgrund der COVID-19-Pandemie abgebrochen wurde. Zur Saison 2020/21 wechselte er in die A-Jugend des Halleschen FC zu Chwitscha Schubitidse.
Im April 2021 unterzeichnete Griebsch einen Profivertrag beim HFC. Dort kam er auch zu seinem ersten Einsatz im Profibereich, als er am 18. September 2021 bei der 1:2-Auswärtsniederlage gegen den SV Waldhof Mannheim in der 77. Spielminute für Janek Sternberg eingewechselt wurde.
Griebsch wechselte nach der Saison 2021/22, die der HFC als Neuntplatzierter beendete, zur zweiten Mannschaft des VfB Stuttgart in die Regionalliga Südwest. Zur Rückrunde 2023/24 wechselte Griebsch auf Leihbasis zum Ligakonkurrenten TSG Balingen, mit dem er auf Platz 13 den Klassenerhalt erreichte.
Im Sommer 2024 schloss er sich für die Saison 2024/25 dem Greifswalder FC in der Regionalliga Nordost an. Mit den Vorpommern erreichte er den 6. Tabellenplatz und verließ den Klub nach der Saison zur BSG Chemie Leipzig.